# نظریه برهان
نظریه برهان شاخه‌ای از منطق ریاضی ست که برهان‌ها را به عنوان یک شئ صوری ریاضی در نظر می‌گیرد تا تجزیه و تحلیل آن‌ها به کمک تکنیک‌های ریاضی را آسانتر نماید. نظریه برهان‌ها دارای طبیعتی نحوی‌ست، در مقابل نظریه مدل‌ها که از جنس معناشناسی است. به همراه نظریه مدل‌ها، نظریه مجموعه‌ها مبتنی‌بر اصول موضوع و نظریه بازگشتی، نظریه برهان‌ها یکی از اصول چهارگانه را در بنیان‌های ریاضیّات را تشکیل می‌دهد.

### کتابشناسی
- Barwise, Jon (1977). Handbook of Mathematical Logic. Studies in Logic and the Foundations of Mathematics. Vol. 90. North-Holland Publishing Company. ISBN 072042285X. LCCN 76026032. OCLC 2347202.
- Girard, J.-Y.; Taylor, P.; Lafont, Y. (2003) [1989]. Proofs and Types (PDF). Cambridge University Press. ISBN 0521371813.
- Prawitz, Dag (1965). Natural Deduction: A Proof-Theoretic Study. Acta Universitatis Stockholmiensis; Stockholm Studies in Philosophy, 3. Stockholm, Göteborg, Uppsala: Almqvist & Wiksell. OCLC 912927896
- Wang, Hao (1981). Popular Lectures on Mathematical Logic. Van Nostrand Reinhold Company. ISBN 9780442231095. OCLC 6087107.